# الحرارة (فلم 2013)
الحرارة (بالإنجليزية: The Heat)هو فيلم كوميدي أمريكي، الفيلم من بطولة ساندرا بولوك وميليسا مكارثي.

## القصة
تبدأ قصة الفيلم مع العميلة الخاصة بمكتب التحقيقات الفيدرالي سارا أشبورن (الممثلة: ساندرا بولوك) التي تتعاوان مع الشرطية شانون (الممثلة: ميليسا مكارثي) من بوسطن، لكي يستطيعا القبض على رئيس عصابة للمخدرات روسي، وأثناء تلك التحريات عن رئيس العصابة التي تجعل الامور أكثر تعقيدا بسبب شخصياتهم الغير متوافقة، والتي تجعل من مواقف الفيلم كوميدية أكثر ومع تطور أحداث الفيلم تنشأ بينهما صداقة حقيقية.

## أبطال الفيلم
- ساندرا بولوك بدور العميلة الخاصة سارة أشبورن
- ميليسا مكارثي بدور الشرطية شانون مولينز
- دان باكيداهل بدور العميل كريج
- ديميان بيشير بدور هيل
- توماس ف. ويلسن بدور النقيب بريتون
- مايكل رابابورت في دور جيسون مولينز
- مارلون وايانز بدور ليفي
- توني هيل بدور وجون
- تاران كيلام بدور آدم
- ناثان كوردري بدور مايكل مولينز
- كايتلين أولسون بدور تاتيانا
- بيل الأزيز بدور مارك مولينز
- مايكل ماكدونالد بدور جوليان
- جيمي دنبو بدور بيث
- جيسيكا تشافين بدور جينا
- ستيف بانوس بدور واين
- جوي ماكنتاير بدور بيتر مولينز
- بول فيغ بدور الطبيب

## روابط خارجية
- مقالات تستعمل روابط فنية بلا صلة مع ويكي بيانات
- فيلم الحرارة موقع سينما